# Dendrobium schrautii
Dendrobium schrautii är en orkidéart som beskrevs av Herbert Schildhauer. Dendrobium schrautii ingår i släktet Dendrobium, och familjen orkidéer.
Artens utbredningsområde är Vietnam. Inga underarter finns listade i Catalogue of Life.